# Fiamma Tricolore

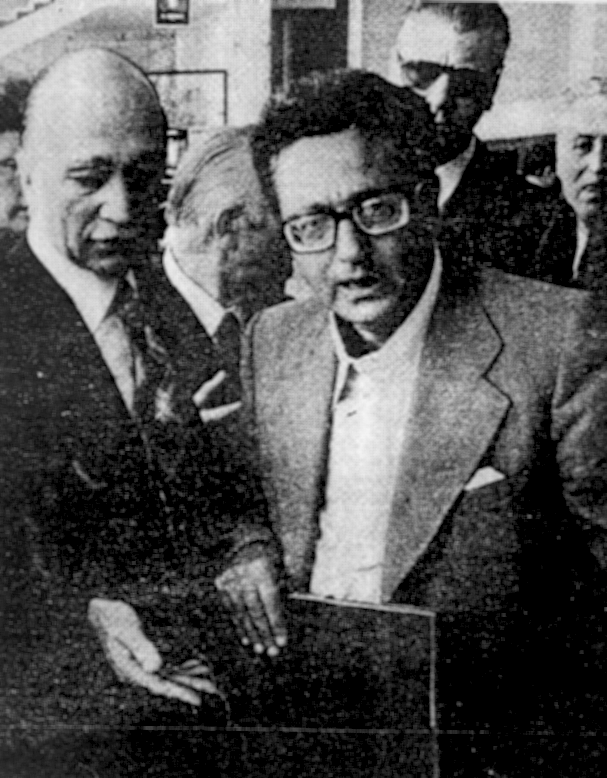
Giuseppe Umberto Rauti (1926 – 2012; 'Pino Rauti') s brýlemi, zakladatel strany

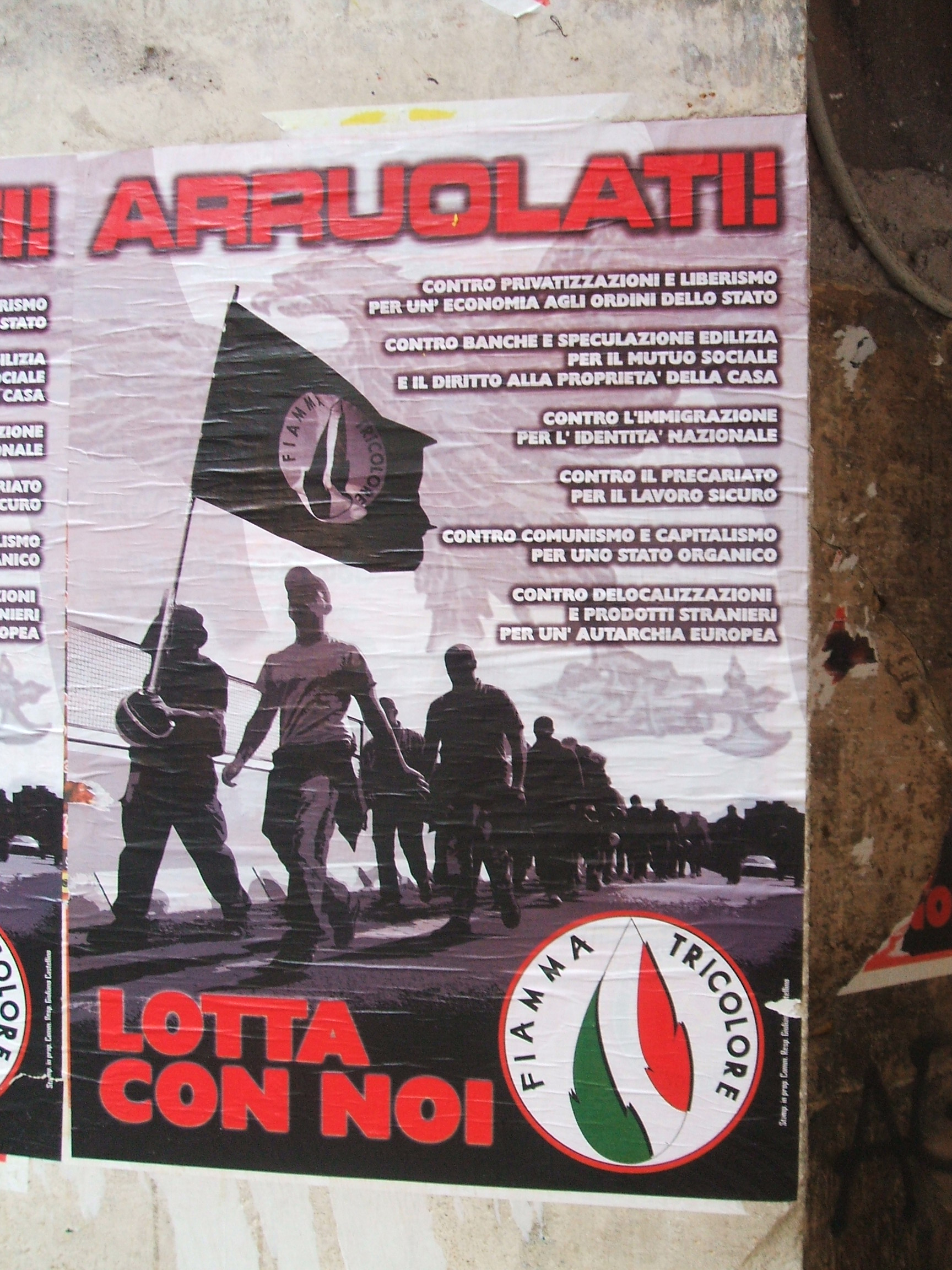
Plakát 'Fiamma Tricolore' v Římě

Movimento Sociale Fiamma Tricolore (Fiamma Tricolore, MS-FT) (česky: Sociální hnutí - Tříbarevný plamen) je italská neofašistická politická strana. Strana vznikla 27. ledna 1995 pod vedením Pino Rauti.

## Historie
Radikálnější členové pod vedením Pino Rauti z Italského sociálního hnutí odešli, protože odmítli vstoupit do národně konzervativní Národní aliance. Rauti byl později z Fiamma Tricolore vyloučen a vedení se ujal Luca Romagnoli.

## Ideologie
Trikolor Flame je svázána s odkazem Italské sociální republiky (RSI). RSI je obvykle viděna stranou jako příklad toho, co fašismus měl být, a to jako příklad skutečného sociálního státu.
Fiamma Tricolore vyznává antikapitalismus, ale taky zároveň antikomunismus.

## Hodnoty
Fiamma Tricolore je politická organizace, která byla inspirována duchovním pojetím života, jehož cílem je zajistit důstojnost a zájmy italského lidu v neporušené historické kontinuitě jeho tradic (článek 1 Statutu MSFT).

### Hlavní hodnoty
- Duchovní pojetí života, nikoliv materialistického a nihilistického;
- Národní identita, kultura a tradice;
- Rodina;
- Práce jakožto nejvyšší duchovní výraz;
- Spravedlivé přerozdělení zisku pro pracovníky a management;
- Zjednodušení daňové spravedlnosti;
- Evropa silná a jednotná, ale musí se chápat jako svazek národů, které sdílejí společnou historii a tradice, a ne pouze jako Evropská unie nadnárodních ekonomických zájmů;
- Veřejný pořádek a boj proti drogám;
- Svoboda myšlení a projevu.

## Volby

### Volby do parlamentu
| Volební rok | Celkový počet hlasů | hlasy v % | Počet mandátů |
| ----------- | ------------------- | --------- | ------------- |
| 1996        | 339 351             | 0,9       | 0             |
| 2001        | 143 963             | 0,4       | 0             |
| 2006        | 231 313             | 0,6       | 0             |
| 2008        | 885 226             | 2,4       | 0             |

### Volby do Senátu
| Volební rok | Celkový počet hlasů | hlasy v % | Počet mandátů |
| ----------- | ------------------- | --------- | ------------- |
| 1996        | 747 487             | 2,3       | 1             |
| 2001        | 340 221             | 1,0       | 1             |
| 2006        | 204 473             | 0,6       | 0             |
| 2008        | 687 211             | 2,1       | 0             |

### Volby do Evropského parlamentu
| Volební rok | Celkový počet hlasů | hlasy v % | Počet mandátů |
| ----------- | ------------------- | --------- | ------------- |
| 1999        | 496 030             | 1,6       | 1             |
| 2004        | 236 016             | 0,7       | 1             |
| 2009        | 244 982             | 0,8       | 0             |